# Fairey Delta 2
El Fairey Delta 2 o F.D.2 un avión de experimentación supersónica británico producido por la Fairey Aviation Company en respuesta a una especificación del Ministerio del Aire del Reino Unido para investigar las condiciones de vuelo y control en velocidades transónicas y supersónicas.

## Historia
Su historia comenzó cuando el Ministerio de Abastecimientos decidió preguntar a Fairey si sus maquetas volantes con ala en delta podrían alcanzar velocidades superiores a la del sonido. Fairey supuso que se estaba estudiando la posibilidad de encargar un avión supersónico y lanzó un programa por su cuenta, viéndose recompensada al anunciarse el requerimiento E.R.103 para un avión experimental supersónico. En respuesta English Electric produjo el P.1, del que se derivó el interceptor English Electric Lightning, y Fairey diseñó el F.D.2. Sin embargo, y pese a la firma del contrato en octubre de 1950, la compañía estaba totalmente ocupada en el prioritario programa del Fairey Gannet, y la construcción no comenzó hasta finales del año 1952.

## Diseño y desarrollo

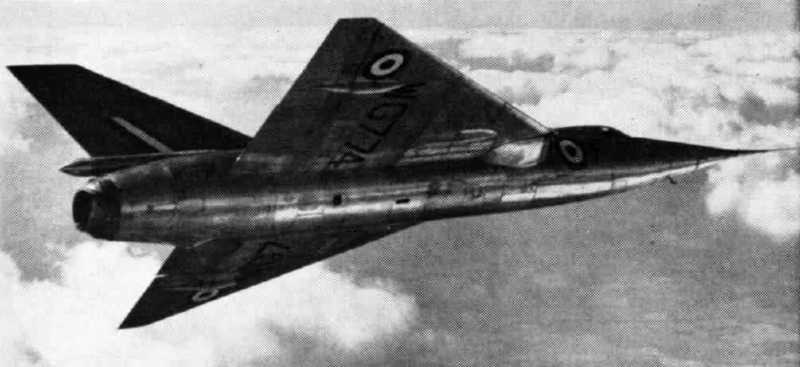
Fairey Delta 2

El Fairey Delta es un avión de ala en delta monoplano, sin derivas, con una sección de fuselaje circular y las tomas de aire del motor BELNDED en las raíces alares. El motor era un Rolls-Royce Avon RA.5 con postquemador. El Delta 2 tenía un morro muy largo, hecho que dificultaba la visión durante los aterrizajes, los despegues y los movimientos en tierra. Para compensar esto, la sección de morro se articulaba 10 grados hacia abajo, utilizando un mecanismo similar al que más adelante iba a ser instalado en el Concorde. Dos aviones fueron construidos, el WG774 y el WG777.
El FD2 sirvió de base para los diseños de Fairey de interceptores avanzados todo tiempo, que fueron presentados al Ministerio del Aire, incluyendo el Fairey Delta 3 que fue diseñado para el requerimiento F.155, pero que nunca paso de los tableros de dibujo.

## Pruebas y récords
El primer avión, WG774, voló por primera vez en Boscombe Down el 6 de octubre de 1954 a los mandos del piloto de pruebas de Fairey Peter Twiss y realizó parte de su programa antes de sufrir daños en un aterrizaje sobre el vientre, debido a un fallo del motor y del circuito hidráulico que impidió la extracción del tren de aterrizaje. Volvió a volar en agosto de 1955, y en el mes de octubre alcanzó la velocidad del sonido, mejorándose las prestaciones en ensayos sucesivos, hasta que en noviembre de llegó a Mach 1,56 (1654 km/h) a una cota de 10 975 m.
Ante tales resultados, se intentó batir el récord de velocidad absoluta, que ostentaba un North American F-100 Super Sabre con 1323 km/h. Fue necesaria una cuidadosa preparación en lo concerniente al calibrado del avión y de las cámaras registradoras, pero, el 10 de marzo de 1956, el comandante Peter L. Twiss pilotó el F.D.2 en los dos recorridos en línea recta de 15,6 km reglamentarios y a una altitud de 11 850 m, promediando 1822 km/h, velocidad superior a la de la rotación de la Tierra y 499 km/h más que el récord anteriormente establecido por el F-100 Super Sabre en agosto de 1955.

### BAC 221
El primer Delta 2, el WG774, fue reconstruido por British Aircraft Corporation (BAC), cuando Fairey fue absorbida por esta en 1960, el FD2 reconstruido fue denominado BAC 221. El principal objetivo del BAC 221 era realizar pruebas aerodinámicas en el marco del programa de desarrollo del transporte de pasajeros supersónico Concorde. Estaba equipado con unas nuevas alas de planta ojival, tomas de aire modificadas, una deriva vertical cambiada y un tren de aterrizaje agrandado para imitar el comportamiento del Concorde en tierra. Realizó numerosas pruebas desde 1964 hasta 1973, año en que fue retirado del servicio.

## Sobrevivientes

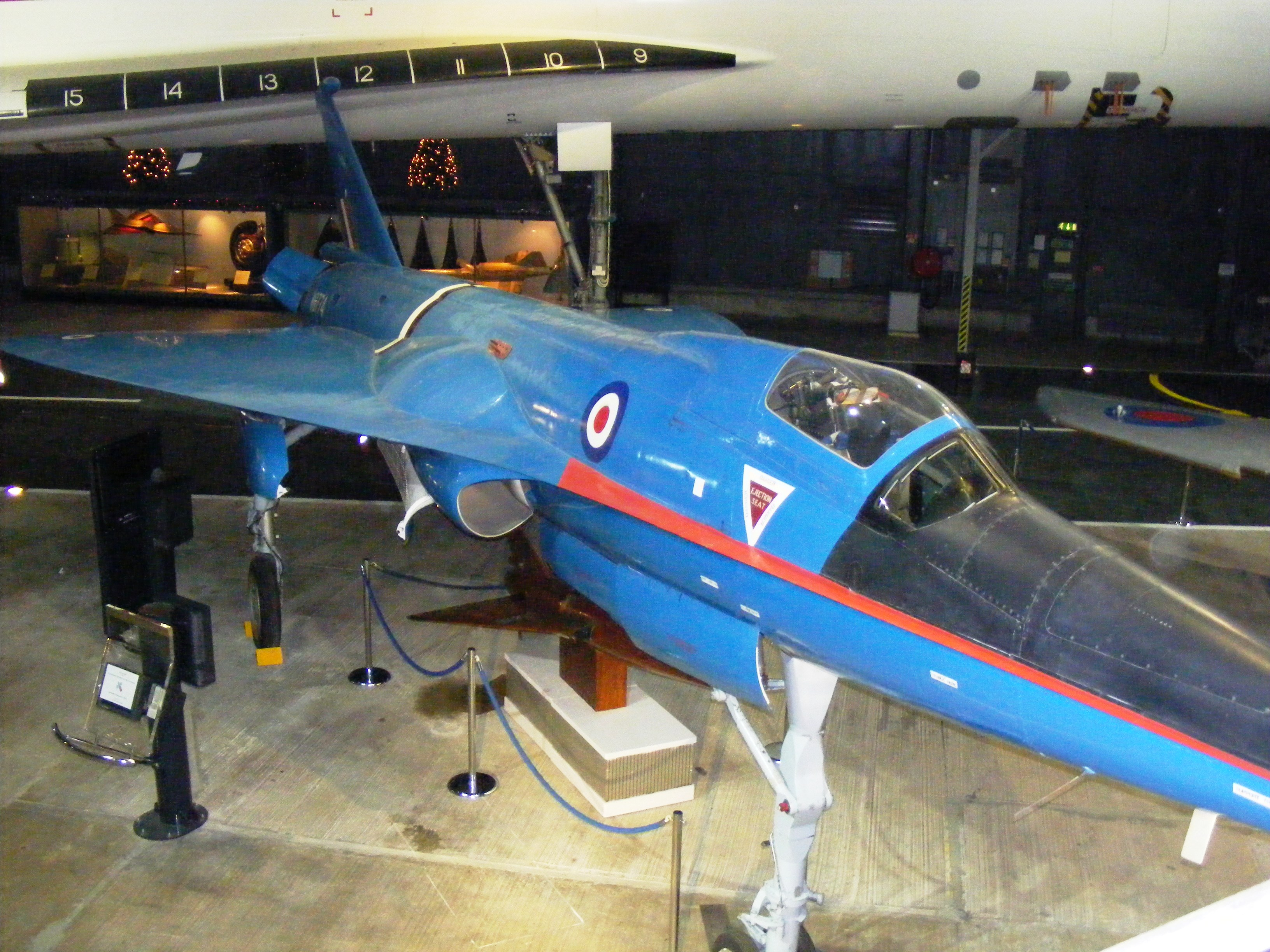
Fairey Delta 2 en el Fleet Air Arm Museum.

- El WG774, modificado al estándar BAC 221, se encuentra en exposición junto con el prototipo británico del Concorde en el Museo del Arma Aérea de la Flota, en Yeovilton, Gran Bretaña
- El WG777 se encuentra preservado en el museo de la Real Fuerza Aérea Británica situado en la base aérea de Cosford de la RAF, junto con otros aviones experimentales.

## Especificaciones técnicas

### Características generales
- Tripulación: 1
- Longitud: 15,74 m
- Envergadura: 8,18 m
- Altura: 3,35 m
- Superficie alar: 33,44 m²
- Peso vacío: 4990 kg
- Peso cargado: 6298 kg
- Planta motriz: 1× reactor de flujo axial Rolls-Royce Avon 200.
  - Empuje normal:  44,59 kN

### Rendimiento
- Velocidad máxima operativa (Vno): > 2092 km/h (> 1300 mph)
- Alcance: 1336 km
- Techo de vuelo: 14 640 m (48 031 ft)
- Régimen de ascenso: 4572 m/min
- Carga alar: 190,85 kg/m²

### Aeronaves similares
Dassault Mirage III
English Electric Lightning
Bristol 188
Avro 707

### Secuencias de designación
Fairey Delta 1 - Fairey Delta 2 - Fairey Delta 3